# John S. Romanides
John Savvas Romanides (Grieks: Ιωάννης Σάββας Ρωμανίδης, Ioannis Savvas Romanidis) (Piraeus, 2 maart 1928 - Athene, 2001) was een Grieks-orthodoxe aartspriester, auteur en hoogleraar, die gedurende een lange tijd de Griekse kerk vertegenwoordigde bij de Wereldraad van Kerken. Hij werd geboren in Griekenland, maar zijn ouders emigreerden naar de Verenigde Staten toen hij pas twee maanden oud was. Hij groeide op in Manhattan. Hij studeerde aan het Hellenic College en de Yale Divinity School. Hij haalde zijn doctorsgraad (Ph.D.) aan de Universiteit van Athene.
Van 1956 tot 1965 was hij hoogleraar dogmatische theologie op de Holy Cross Theological School in Brookline, Massachusetts. In 1968 werd hij benoemd tot gewoon hoogleraar Dogmatische Theologie op de Universiteit van Thessaloniki in Griekenland. Deze positie behield hij tot zijn pensioen in 1982. Zijn laatste positie was hoogleraar theologie op Balamand Theological School in Libanon. Romanides overleed in Athene in 2001.

## Theologie
Romanides theologische werk bestaat uit speculatief onderzoek, soms omstreden, naar de culturele en religieuze verschillen tussen Oosters en Westers christendom, en hoe deze verschillen van invloed zijn op de wijze waarop het christendom zich heeft ontwikkeld.
Zijn theologische werken benadrukken de empirische basis van de theologie, de zogenaamde theoria of aanschouwing van God (in tegenstelling tot het intellectueel-beschouwelijke), als de essentie van de Orthodoxe theologie. Hij noemde Hesychasme (heremitische gebeds- of meditatietraditie) als de kern van de christelijke praktijk, en bestudeerde uitvoerig het werk van de 14de-eeuwse hesychast en theoloog Gregorius Palamas.
Zijn dogmenonderzoek leidde tot de conclusie dat er een nauwe band bestond tussen doctrinaire verschillen en historische ontwikkelingen. Daarom richtte hij zich in zijn latere jaren vooral op historisch onderzoek naar de middeleeuwen, maar ook naar de 18e en 19e eeuw.
Een overzicht van zijn werk is beschikbaar: Andrew J. Sopko, Prophet of Roman Orthodoxy: The Theology of John Romanides (Dewdney, British Columbia: Synaxis Press, 1998).